# 明石ガクト
明石 ガクト（あかし がくと、1982年 - ）は、日本の実業家、動画クリエーター。ワンメディア株式会社の創業者で、代表取締役社長。静岡県出身。

## 人物
静岡県静岡市出身。静岡市立高等学校、上智大学文学部卒業。2014年にミレニアル世代をターゲットにした動画制作会社であるワンメディア株式会社を創業。

## 経歴
1982年、静岡県に生まれる。2001年に、上智大学に入学。大学時代は映像サークルに所属、その後、エキサイト株式会社に就職。2014年6月に映像サークルの後輩とともに、スポットライト株式会社を設立、翌年ドキュメンタリー動画メディアの「Spotwright」を開始した。
2017年7月にホワイトメディア株式会社に社名を変更するが、同年11月にも社名をワンメディア株式会社に再度変更した。
2018年11月に、初の著書である「動画2.0 VISUAL STORYTELLING」を刊行。

## メディア出演

### ラジオ
- News Sapiens（2021年4月 - 、TOKYO FM）